# Principado de Hutt River
O Principado de Hutt River (em inglês: Principality of Hutt River), conhecido anteriormente como Província de Hutt River, foi uma micronação que existiu na Austrália de 1970 a 2020. Autointitulou-se um estado soberano independente desde a sua fundação, em 1970; porém, nunca foi reconhecida como tal pela Comunidade da Austrália ou por qualquer outra entidade internacional.
Localizava-se numa grande propriedade agricultural a 517 quilômetros ao norte de Perth, próxima à cidade de Geraldton.
O principado foi fundado em 21 de abril de 1970 por Leonard George Casley (nascido em 28 de agosto de 1925), quando ele e seus sócios proclamaram a sua secessão do estado da Austrália Ocidental. Casley se intitulou "Sua Alteza Real Príncipe Leonard I". 

## Geografia
O Principado de Hutt River tinha uma área de 75 km². Sua população era de 60 habitantes, que dava uma densidade demográfica de 0,8 hab/km². A moeda presente no Principado de Hutt River era o dólar de Hutt River. As línguas mais faladas eram: inglês, francês e esperanto.

## História
O reinado chegou ao fim em 2020 devido ao impacto econômico da pandemia de covid-19, que fez com que os filhos de Leonard, Vendessem territórios por causa das dividas, Então o autodeclarado principado de Hutt River se rendesse à Austrália.